# 裁縫箱

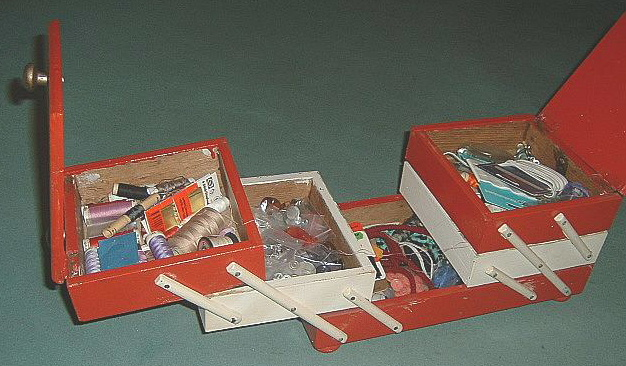
いわゆる裁縫箱

裁縫箱（さいほうばこ）とは、裁縫（手芸）に用いられる針や糸などを収めた箱のことであり、針箱（）の別名である。ソーイングボックス (sewing box) やその内容物も合わせてソーイングセット (sewing set) とも呼ばれる。

## 概要
裁縫箱は、硯箱や救急箱などのように、内容物によって呼び方が決定されている箱であり、専用に設計されたものもあれば、間に合わせに何らかの空き箱を再利用して使っている場合もある。裁縫という作業に特化した道具箱の一つだといえる。
箱の中身は裁縫に用いられる道具や部材（材料）などであり、裁縫道具を保管しやすいような工夫が施されているものもある。日本の裁縫箱で櫓（やぐら）付きのものは和裁のくけ台を兼ねている。
現在よりも衣類に高い価値があった時代においてはどこの家庭にも裁縫箱があり、ほつれや穴・ボタン外れなどは随時修理されていたが、衣類が大量生産され、安価かついつでも入手できるようになって以降は、裁縫箱を持たないか、簡略化されたソーイングキットのような簡便な裁縫道具のみで済ませている家庭も少なくない。ソーイングキットには携帯用のものもある。
なお、小学校の家庭科で使用するので、小学生は共同購入することが多い。初心者向けのものには練習用の運針用布などが入っているものもある。

## 内容物

### 針類
裁縫用の針だが用途に応じて様々な種類がある。針は鉄製が多くクロムメッキなど錆びないよう工夫はされているものの、扱い如何では錆びることもあるため、油紙に包まれたり針刺しなどを用いて保管されることが多い。
縫い針
手縫いに使用する針。
待ち針

### 糸類
衣服の色に合わせて選べるよう、複数の色を取り揃えるのが一般的。糸の種類によっても様々である。

### はさみ類
はさみは裁縫では布や糸を切るために用いられる。
裁ちばさみ
布の裁断に用いる。
糸切ばさみ
糸の切断に用いる。
その他の手芸用はさみ
ピンキングばさみなど。

### その他
針刺し（針山、ピンクッション）
針を保管するための小さなクッション状のもの。中に詰められた綿は脱脂しておらず適度に油を含んでいる。また毛髪など家庭内で散髪した後に捨てられるゴミを再利用して作られることもあり、こちらも適度に油分を含むことから針の錆びを予防できる。
折れ針入れ
折れてしまった針を収納する容器。
糸通し（スレダー、スレッダー、スレーダー）
針の小さな穴に糸を通すための道具。針穴に細い金属製の輪を入れてその輪に糸をくぐらせ引き抜くタイプの糸通しのほか、糸と針を決められた位置にセットしておきボタンを押すことで自動的に糸通しが行われるタイプもある。
ゴムひも
ゴム繊維を糸で綴った紐で、伸縮性がある。ジャージや寝巻きなど簡便な衣類や下着などに使われているが、長く使い繰り返し洗濯すると伸びてしまうため、定期的な交換が必要であることから裁縫箱には予備のゴム紐が用意される。
紐通し
衣服に紐（フードの紐やゴム紐など）を通すための道具。
チャコ
布地に裁断などの目印をつけるために用いられる筆記具。
ルレット
布地にパターンを転写する際に用いられる。
指貫
布地に針を通すときに強い力が必要な際、針頭による指先の損傷を防ぐために指に付けるプロテクターのようなもの。皮革や金属など様々な素材でできた製品がある。
リッパー
布に縫い込まれた糸やボタンを外すときに用いる。
へら

巻尺

縮尺定規

ボタン
衣服のボタンが取れた場合はまた糸で縫い付けるが、いつのまにか脱落してボタンを紛失してしまった場合は新たなボタンを取り付ける必要がある。このため予備のボタンなどが裁縫箱に集められるが、服によって様々なボタンが必要であるため、様々な種類が裁縫箱に集められ、また要らなくなった衣類から切り離されたボタンも大切に保管された。ぬいぐるみなど手芸をする際の装飾にも用いられる。
はぎれ
余った布などや要らなくなった衣類を切って作ったウエスなど、かつて布が貴重だった時代には様々な布が取って置かれ、衣類の穴を塞ぐために再利用された。現在でもパッチワークなどで手芸材料にする需要があるため、要らなくなった衣類を取っておいたり、はぎれ屋などの専門店から購入する。